# Ерманчук, Иван Фёдорович
Иван Фёдорович Ерманчук (1907 год — 1987 год) — бригадир колхоза имени Ленина Коста-Хетагуровского района Северо-Осетинской АССР Северо-Осетинской АССР. Герой Социалистического Труда (1948).
Участвовал в Великой Отечественной войне.
В 1947 году бригада Ивана Ерманчука собрала в среднем по 31,61 центнеров пшеницы на участке площадью 41 гектаров. Указом Президиума Верховного Совета СССР от 9 марта 1948 года «за получение высоких урожаев пшеницы и кукурузы при выполнении колхозом обязательных поставок и натуроплаты за работу МТС в 1947 году и обеспеченности семенами зерновых культур для весеннего сева 1948 года» удостоен звания Героя Социалистического Труда с вручением ордена Ленина и золотой медали «Серп и Молот».
Скончался в 1987 году.
Награды
- Герой Социалистического Труда
- Орден Ленина
- Орден Отечественной войны 2 степени (06.04.1985)